# Communauté de communes du Canton de Fauquembergues
Die Communauté de communes du Canton de Fauquembergues war ein französischer Gemeindeverband mit der Rechtsform einer Communauté de communes im Département Pas-de-Calais in der Region Hauts-de-France. Sie wurde am 31. Dezember 1993 gegründet und umfasste 18 Gemeinden. Der Verwaltungssitz befand sich im Ort Fauquembergues.

## Historische Entwicklung
Am 1. Januar 2017 wurde der Gemeindeverband mit 
- Communauté de communes du Pays d’Aire,
- Communauté de communes de la Morinie und
- Communauté d’agglomération de Saint-Omer

zur neuen Communauté d’agglomération du Pays de Saint-Omer zusammengeschlossen.

## Ehemalige Mitgliedsgemeinden
1. Audincthun
2. Avroult
3. Beaumetz-lès-Aire
4. Bomy
5. Coyecques
6. Dennebrœucq
7. Enguinegatte
8. Enquin-les-Mines
9. Erny-Saint-Julien
10. Fauquembergues
11. Febvin-Palfart
12. Fléchin
13. Laires
14. Merck-Saint-Liévin
15. Reclinghem
16. Renty
17. Saint-Martin-d’Hardinghem
18. Thiembronne